# Leucaena salvadorensis
Espèce
Synonymes
- Leucaena shannonii subsp. salvadorensis (Britton & Rose) Zarate[1]
- Leucaena shannonii (Standl. ex Britton & Rose) Zárate[2]

Statut de conservation UICN

 NT  : Quasi menacé
Leucaena salvadorensis est une espèce de plantes à fleurs de la famille des Fabaceae.

## Publication originale
- North American Flora 23(2): 125. 1928.